# Tuao
Tuao ist eine Stadtgemeinde im Süden der philippinischen Provinz Cagayan. Im Nordwesten grenzt sie an die Provinz Apayao und im Süden sowie Südwesten an die Provinz Kalinga. Im Jahre 2015 zählte sie 61.535 Einwohner.
Tuao ist in die folgenden 32 Baranggays aufgeteilt:
- Accusilian
- Alabiao
- Alabug
- Angang
- Bagumbayan
- Barancuag
- Battung
- Bicok
- Bugnay
- Balagao
- Cagumitan
- Cato
- Culong
- Dagupan
- Fugu
- Lakambini
- Lallayug
- Malalinta
- Malumin
- Mambacag
- Mungo
- Naruangan
- Palca
- Pata
- Poblacion I
- Poblacion II
- San Juan
- San Luis
- Santo Tomas
- San Vicente
- Taribubu
- Villa Laida